# Kępki (województwo lubelskie)
Kępki – wieś w Polsce położona w województwie lubelskim, w powiecie radzyńskim, w gminie Ulan-Majorat.
| SIMC    | Nazwa         | Rodzaj    |
| ------- | ------------- | --------- |
| 0021427 | Kolonia Kępki | część wsi |

W latach 1975–1998 miejscowość administracyjnie należała do województwa bialskopodlaskiego.
Wieś jest sołectwem w gminie Ulan-Majorat. Według Narodowego Spisu Powszechnego z roku 2011 wieś liczyła 193 mieszkańców.
Część wiernych Kościoła rzymskokatolickiego należy do parafii św. Andrzeja Boboli w Gąsiorach.